# Scott Morrow (hockey sur glace, 1969)
Cet article concerne le joueur né en 1969. Pour le joueur né en 2002, voir Scott Morrow (hockey sur glace, 2002).
Scott Morrow (né le 18 juin 1969 à Chicago, aux États-Unis) est un joueur professionnel américain de hockey sur glace qui évoluait au poste d'ailier gauche.

## Carrière
Morrow a joué au hockey sur glace universitaire au New Hampshire pendant quatre ans avant de devenir professionnel, où il a été nommé dans la deuxième équipe All-Star par Hockey East en 1992. Morrow a été repêché par les Whalers de Hartford au cinquième tour, 95e choix au total, lors du repêchage d'entrée dans la LNH 1988. Il a joué quatre matchs dans la Ligue nationale de hockey pour les Flames de Calgary au cours de la saison 1994-1995. Le reste de sa carrière, qui a duré de 1992 à 2002, s'est déroulé dans les ligues mineures. 

## Statistiques
| Saison    | Équipe                      | Ligue       |    | Saison régulière | Saison régulière | Saison régulière | Saison régulière | Saison régulière |   | Séries éliminatoires | Séries éliminatoires | Séries éliminatoires | Séries éliminatoires | Séries éliminatoires |
| Saison    | Équipe                      | Ligue       | PJ | B                | A                | Pts              | Pun              | PJ               | B | A                    | Pts                  | Pun                  |                      |                      |
| 1987-1988 | Northwood School            | HS-NY       | 24 | 10               | 18               | 28               | 30               | -                | - | -                    | -                    | -                    |                      |                      |
| 1988-1989 | Université du New Hampshire | Hockey East | 19 | 6                | 7                | 13               | 14               | -                | - | -                    | -                    | -                    |                      |                      |
| 1989-1990 | Université du New Hampshire | Hockey East | 29 | 10               | 11               | 21               | 35               | -                | - | -                    | -                    | -                    |                      |                      |
| 1990-1991 | Université du New Hampshire | Hockey East | 31 | 11               | 11               | 22               | 52               | -                | - | -                    | -                    | -                    |                      |                      |
| 1991-1992 | Université du New Hampshire | Hockey East | 35 | 29               | 23               | 52               | 63               | -                | - | -                    | -                    | -                    |                      |                      |
| 1991-1992 | Indians de Springfield      | LAH         | 2  | 0                | 1                | 1                | 0                | 5                | 0 | 0                    | 0                    | 9                    |                      |                      |
| 1992-1993 | Indians de Springfield      | LAH         | 70 | 22               | 29               | 51               | 80               | 15               | 6 | 9                    | 15                   | 21                   |                      |                      |
| 1993-1994 | Indians de Springfield      | LAH         | 30 | 12               | 15               | 27               | 28               | -                | - | -                    | -                    | -                    |                      |                      |
| 1993-1994 | Flames de Saint-Jean        | LAH         | 8  | 2                | 2                | 4                | 0                | 7                | 2 | 1                    | 3                    | 10                   |                      |                      |
| 1994-1995 | Flames de Calgary           | LNH         | 4  | 0                | 0                | 0                | 0                | -                | - | -                    | -                    | -                    |                      |                      |
| 1994-1995 | Flames de Saint-Jean        | LAH         | 64 | 18               | 21               | 39               | 105              | 5                | 2 | 0                    | 2                    | 4                    |                      |                      |
| 1995-1996 | Bears de Hershey            | LAH         | 79 | 48               | 45               | 93               | 114              | 5                | 2 | 2                    | 4                    | 6                    |                      |                      |
| 1996-1997 | Cyclones de Cincinnati      | LIH         | 67 | 14               | 23               | 37               | 50               | -                | - | -                    | -                    | -                    |                      |                      |
| 1996-1997 | Bruins de Providence        | LAH         | 11 | 3                | 4                | 7                | 15               | 7                | 2 | 1                    | 3                    | 0                    |                      |                      |
| 1997-1998 | Icemen de Broome County     | UHL         | 8  | 3                | 2                | 5                | 14               | -                | - | -                    | -                    | -                    |                      |                      |
| 1997-1998 | Cyclones de Cincinnati      | LIH         | 55 | 15               | 12               | 27               | 44               | 9                | 3 | 1                    | 4                    | 23                   |                      |                      |
| 1997-1998 | Bruins de Providence        | LAH         | 5  | 1                | 4                | 5                | 7                | -                | - | -                    | -                    | -                    |                      |                      |
| 1998-1999 | Cyclones de Cincinnati      | LIH         | 80 | 29               | 22               | 51               | 116              | 3                | 0 | 2                    | 2                    | 2                    |                      |                      |
| 2000-2001 | Lynx d'Augusta              | ECHL        | 70 | 33               | 53               | 86               | 143              | 3                | 1 | 3                    | 4                    | 2                    |                      |                      |
| 2000-2001 | Moose du Manitoba           | LIH         | 8  | 1                | 2                | 3                | 6                | 2                | 0 | 0                    | 0                    | 0                    |                      |                      |
| 2001-2002 | Lynx d'Augusta              | ECHL        | 71 | 28               | 46               | 74               | 130              | -                | - | -                    | -                    | -                    |                      |                      |

## Vie personnelle
Morrow est marié à Rebecca Morrow depuis 2012, ils ont quatre enfants. Son neveu, Scott, est un joueur de hockey sur glace professionnel.

## Récompenses
- Deuxième équipe de Hockey East